# Gaspard de Prony
Gaspard Clair François Marie Riche de Prony báró (Chamelet, 1755. július 22. – Asnières-sur-Seine, 1839. július 29.) francia mérnök, matematikus, enciklopédista. A Prony-fék (forgó gépek forgatónyomatékának, illetve teljesítményének mérésére szolgáló eszköz) feltalálója.

## Élete
A mérnöki pályát választotta, melyen nagy szorgalommal és ügyességgel dolgozott. Később az Ingatlan-nyilvántartási Iroda igazgatója lett, majd az École polytechnique-en mechanikát tanított. Ezután ugyanezen intézetben a felvételi bizottság tagja, majd az École nationale des ponts et chaussées mérnöki főiskola igazgatója lett. 1828-ban a bárói, 1835-ben pedig a pairi méltóságot nyerte el.
A francia nemzeti konvent (1789) megbízta olyan táblázatok készítésével, amelyekben a számok logaritmusa 19, a trigonometrikus függvények logaritmusa 14 jegy pontossággal szerepel. Mivel ez a feladat rengeteg számítási műveletet igényelt, Prony néhány matematikust kért föl a számítási projekt beindításához, majd az egyszerűbb számításokat 80-100, éppen állástalan önkéntes számolónak adta ki. A manufaktúra – páratlan a maga nemében – jól szervezett információ termelő üzemként működött az Adam Smith által leírt munkamegosztásra épülő tömegtermelési modell alapján. A munkával 1801-ben készültek el, de az eredmények kinyomtatására nem volt elegendő pénz.
Egyike azon 72 tudósnak, akiknek neve szerepel az Eiffel-torony oldalán.

## Írásai
- Mémoire sur le jaugeage des eaux courantes (Párizs, 1802, hidraulika)
- Recherches physico-mathématiques sur la théorie des eaux courantes (uo. 1804, hidraulika)
- Instruction élémentaire sur les moyens de calculer les intervalles musicaux (zeneelméleti értekezés)